# The Works Tour
The Works Tour bylo koncertní turné britské rockové skupiny Queen k jejich studiovému albu The Works, probíhající v letech 1984–1985. Během turné Queen vystoupili také na brazilském festivalu Rock in Rio v roce 1985; záznam tohoto koncertu byl vydán na VHS. Kapela rovněž vydala DVD z koncertu v Tokiu s názvem We Are the Champions: Final Live in Japan, který v překladu znamená „poslední živé vystoupení v Japonsku“, avšak byl nesprávný, neboť skupina v Japonsku vystoupila ještě dvakrát.

## Vzhled pódia
Vzhled pódia byl inspirován filmem Metropolis. Pódium obsahovalo prvky jako obrovská otáčející se ozubená kola v pozadí s panoramatem města. Kvůli předchozímu zranění kolena bylo pro  Mercuryho poněkud obtížné pohybovat se po jevišti, které obsahovalo také několik schodů. Nakonec během koncertu v Hannoveru Mercury spadl ze schodů, těsně po tom, co dohráli píseň „Hammer to Fall“. Skupina se rozhodla koncert zkrátit a dohrány byly už jen písně „Bohemian Rhapsody“, „We Will Rock You“ a „We Are the Champions“.

## Vystoupení v Sun City
Queen na říjen 1984 naplánovali několik vystoupení v africké Bophuthatswaně v Sun City. Kvůli politice jihoafrického apartheidu požadovala OSN baviče, aby zemi bojkotoval, avšak Britská unie hudebníků zakázala některým z jejích členů v Sun City hrát. Queen se i přes všechny kontroverze rozhodli v Sun City vystoupit, ačkoliv několik koncertů bylo zrušeno poté, co Mercury ztratil po třech vystoupeních hlas. Série koncertů byla nakonec prodloužena o třetí víkend.

## Členové kapely
- Freddie Mercury – hlavní zpěv, klavír, doprovodná kytara
- Brian May – elektrické a akustické kytary, doprovodné vokály
- Roger Taylor – bicí, doprovodné vokály
- John Deacon – basová kytara, doprovodná kytara, doprovodné vokály

Doprovodní hudebníci
- Spike Edney – klávesy, klavír, doprovodné vokály, doprovodná kytara

## Setlist
Toto je setlist písní pro koncert z 30. září 1984 ve Vídni, který se nejvíce podobá většině ostatních setlistů. Nejedná se však o jednotný setlist pro všechna vystoupení.
1. „Machines (Or 'Back to Humans')“
2. „Tear It Up“
3. „Tie Your Mother Down“
4. „Under Pressure“
5. „Somebody to Love“
6. „Killer Queen“
7. „Seven Seas of Rhye“
8. „Keep Yourself Alive“
9. „Liar“
10. impromptu
11. „It's a Hard Life“
12. „Dragon Attack“
13. „Now I'm Here“
14. „Is This the World We Created…?“
15. „Love of My Life“
16. „Stone Cold Crazy“
17. „Great King Rat“
18. klávesové Solo
19. kytarové Solo
20. „Brighton Rock“
21. „Another One Bites the Dust“
22. „Hammer to Fall“
23. „Crazy Little Thing Called Love“
24. „Bohemian Rhapsody“
25. „Radio Ga Ga“
Přídavek
26. „I Want to Break Free“
27. „Jailhouse Rock“
Přídavek
28. „We Will Rock You“
29. „We Are the Champions“
30. „God Save the Queen“

## Seznam koncertů
| Datum           | Město                 | Stát               | Místo                                     |
| --------------- | --------------------- | ------------------ | ----------------------------------------- |
| Evropa          |                       |                    |                                           |
| 24. srpna 1984  | Brusel                | Belgie             | Forest National                           |
| 28. srpna 1984  | Dublin                | Irsko              | RDS Simmonscourt                          |
| 29. srpna 1984  | Dublin                | Irsko              | RDS Simmonscourt                          |
| 31. srpna 1984  | Birmingham            | Spojené království | NEC Arena                                 |
| 1. září 1984    | Birmingham            | Spojené království | NEC Arena                                 |
| 2. září 1984    | Birmingham            | Spojené království | NEC Arena                                 |
| 4. září 1984    | Londýn                | Spojené království | Wembley Stadium                           |
| 5. září 1984    | Londýn                | Spojené království | Wembley Stadium                           |
| 7. září 1984    | Londýn                | Spojené království | Wembley Stadium                           |
| 8. září 1984    | Londýn                | Spojené království | Wembley Stadium                           |
| 10. září 1984   | Dortmund              | Západní Německo    | Westfalenhallen                           |
| 12. září 1984   | Verona                | Itálie             | Verona Arena                              |
| 14. září 1984   | Milán                 | Itálie             | Palasport di San Siro                     |
| 15. září 1984   | Milán                 | Itálie             | Palasport di San Siro                     |
| 16. září 1984   | Mnichov               | Západní Německo    | Olympiahalle                              |
| 18. září 1984   | Paříž                 | Francie            | Palais Omnisports de Paris-Bercy          |
| 20. září 1984   | Leiden                | Nizozemsko         | Groenoordhallen                           |
| 21. září 1984   | Brusel                | Belgie             | Forest National                           |
| 22. září 1984   | Hannover              | Západní Německo    | Europahalle                               |
| 24. září 1984   | Berlín                | Západní Německo    | Deutschlandhalle                          |
| 26. září 1984   | Frankfurt nad Mohanem | Západní Německo    | Festhalle Frankfurt                       |
| 27. září 1984   | Stuttgart             | Západní Německo    | Hanns-Martin-Schleyer-Halle               |
| 29. září 1984   | Vídeň                 | Rakousko           | Wiener Stadthalle                         |
| 30. září 1984   | Vídeň                 | Rakousko           | Wiener Stadthalle                         |
| Afrika          |                       |                    |                                           |
| 5. října 1984   | Sun City              | Bophuthatswana     | Sun City Super Bowl                       |
| 6. října 1984   | Sun City              | Bophuthatswana     | Sun City Super Bowl                       |
| 7. října 1984   | Sun City              | Bophuthatswana     | Sun City Super Bowl                       |
| 9. října 1984   | Sun City              | Bophuthatswana     | Sun City Super Bowl                       |
| 12. října 1984  | Sun City              | Bophuthatswana     | Sun City Super Bowl                       |
| 13. října 1984  | Sun City              | Bophuthatswana     | Sun City Super Bowl                       |
| 14. října 1984  | Sun City              | Bophuthatswana     | Sun City Super Bowl                       |
| 18. října 1984  | Sun City              | Bophuthatswana     | Sun City Super Bowl                       |
| 19. října 1984  | Sun City              | Bophuthatswana     | Sun City Super Bowl                       |
| 20. října 1984  | Sun City              | Bophuthatswana     | Sun City Super Bowl                       |
| Jižní Amerika   |                       |                    |                                           |
| 11. ledna 1985  | Rio de Janeiro        | Brazílie           | Cidade do Rock                            |
| 18. ledna 1985  | Rio de Janeiro        | Brazílie           | Cidade do Rock                            |
| 24. ledna 1985  | Santiago de Chile     | Chile              | Estadio Nacional de Chile                 |
| 25. ledna 1985  | Santiago de Chile     | Chile              | Estadio Nacional de Chile                 |
| Australasie     |                       |                    |                                           |
| 13. dubna 1985  | Auckland              | Nový Zéland        | Mount Smart Stadium                       |
| 16. dubna 1985  | Melbourne             | Austrálie          | Melbourne Sports and Entertainment Centre |
| 17. dubna 1985  | Melbourne             | Austrálie          | Melbourne Sports and Entertainment Centre |
| 19. dubna 1985  | Melbourne             | Austrálie          | Melbourne Sports and Entertainment Centre |
| 20. dubna 1985  | Melbourne             | Austrálie          | Melbourne Sports and Entertainment Centre |
| 25. dubna 1985  | Sydney                | Austrálie          | Sydney Entertainment Centre               |
| 26. dubna 1985  | Sydney                | Austrálie          | Sydney Entertainment Centre               |
| 28. dubna 1985  | Sydney                | Austrálie          | Sydney Entertainment Centre               |
| 29. dubna 1985  | Sydney                | Austrálie          | Sydney Entertainment Centre               |
| Asie            |                       |                    |                                           |
| 8. května 1985  | Tokio                 | Japonsko           | Nippon Budókan                            |
| 9. května 1985  | Tokio                 | Japonsko           | Nippon Budókan                            |
| 11. května 1985 | Tokio                 | Japonsko           | Yoyogi National Gymnasium                 |
| 13. května 1985 | Nagoja                | Japonsko           | Aichi Prefectural Gymnasium               |
| 15. května 1985 | Ósaka                 | Japonsko           | Osaka-jō Hall                             |